# Hilde Wagener
Hilde Wagener, eigentlich Brunhilde Karoline Katharia Wagener, (* 26. September 1904 in Hannover; † 16. Dezember 1992 in Baden bei Wien) war eine deutsch-österreichische Theater- und Filmschauspielerin.

## Leben
Wagener besuchte eine Handelsschule und danach das Pensionat Töchterheim Gerda bei Berlin. Nach ihrer schauspielerischen Ausbildung bei Anna Uhlig in Berlin gab sie ihr Bühnendebüt am Deutschen Theater Hannover. Anschließend ging sie nach Wien und spielte dort an der Wiener Bühne und am Renaissancetheater.
Hilde Wagener gab 1923 in dem Spielfilm Die Gasse der Liebe und der Sünde ihr Filmdebüt. 1924 bis 1990 war sie Ensemblemitglied des Burgtheaters, später deren Ehrenmitglied. 1933 erhielt sie den Berufstitel Kammerschauspielerin.
Nach dem Anschluss Österreichs, 1938, bewarb sie die bevorstehende Volksabstimmung mit den Worten: „Ich bin mir bewußt, daß wir dieses Wunder unserem Führer Adolf Hitler verdanken!“. Während der NS-Zeit unterlag sie, anders als bisweilen kolportiert, keinem Berufsverbot, sondern spielte während des Zweiten Weltkriegs weiterhin am Burgtheater. Daneben arbeitete sie von 1942 bis 1945 am Wiener Allgemeinen Krankenhaus als Krankenschwester.
Nach dem Zweiten Weltkrieg engagierte sie sich vor allem am Theater, spielte aber auch in Spielfilmen mit wie Sissi. 1949 gründete Wagener zunächst eine Selbsthilfegruppe für in Not geratene Künstlerkollegen, 1955 dann den Verein Künstler helfen Künstlern.
Hilde Wagener war seit Oktober 1928 mit dem Schauspieler Otto Tressler (1871–1965) verheiratet, ihr Stiefsohn Georg Tressler (1917–2007) wurde ein bekannter Regisseur.

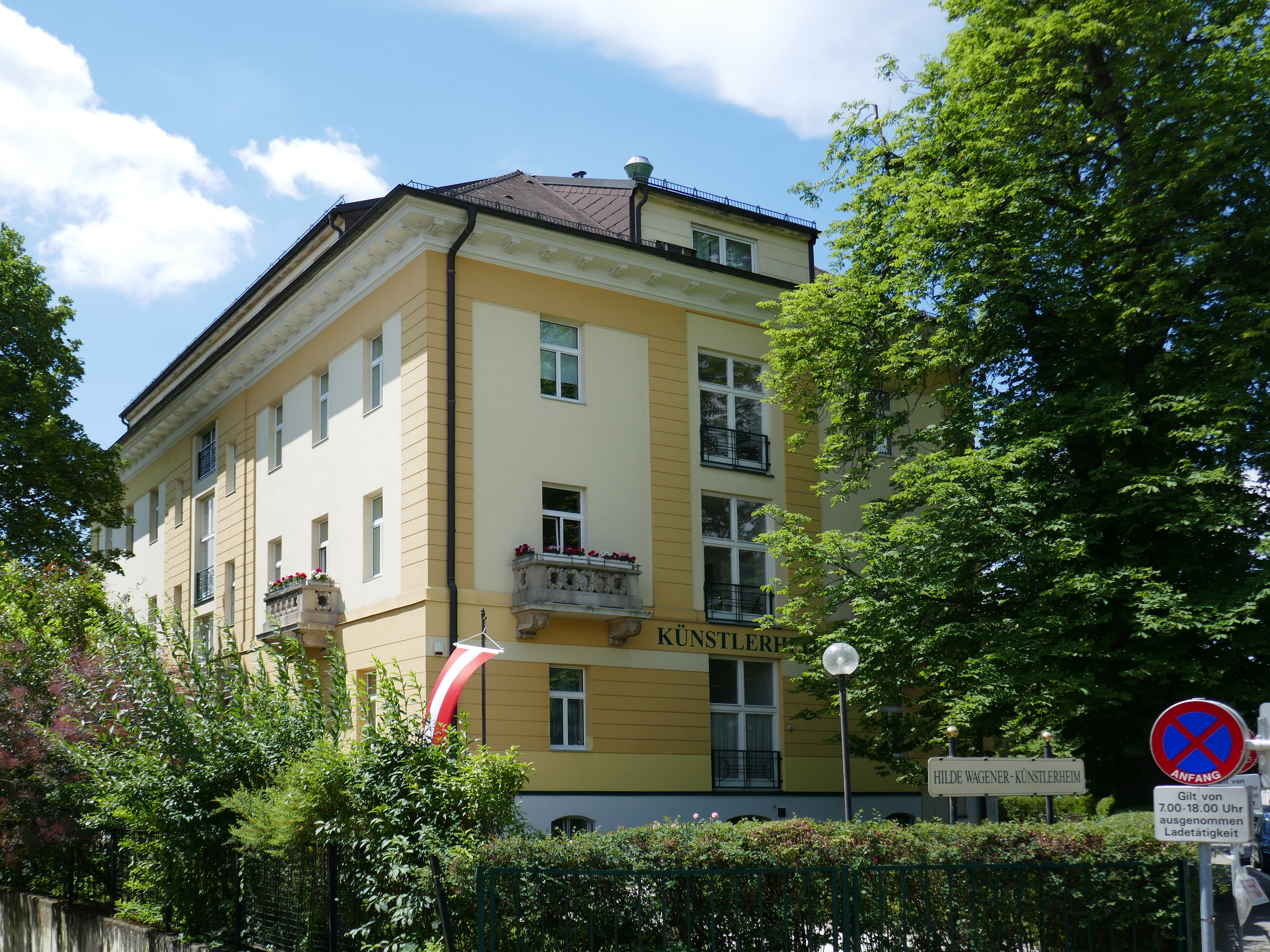
Hilde Wagener Künstlerheim, Baden bei Wien

## Auszeichnungen
- 1933: Ernennung zur Österreichischen Kammerschauspielerin
- 1952: Karl-Renner-Preis[5][6]
- 1953: Adolf-von-Sonnenthal-Ring
- 1955: Goldenes Ehrenzeichen für Verdienste um die Republik Österreich
- 1963: Österreichisches Ehrenkreuz für Wissenschaft und Kunst I. Klasse
- 1964: Ehrenring des Burgtheaters
- 1970: Ehrenmedaille der Bundeshauptstadt Wien in Gold
- 1976: Großes Verdienstkreuz des Verdienstordens der Bundesrepublik Deutschland
- 1986: Großes Ehrenzeichen für Verdienste um die Republik Österreich

## Filmografie
- 1923: Die Gasse der Liebe und der Sünde
- 1933: Brennendes Geheimnis
- 1937: Die ganz großen Torheiten [7]
- 1941: Hauptsache glücklich
- 1954: Mädchenjahre einer Königin
- 1955: Drei Männer im Schnee
- 1955: Sissi
- 1956: Ich suche Dich
- 1956: Sissi, die junge Kaiserin
- 1962: Forever My Love
- 1963: Die schwarze Kobra
- 1964: Leocadia (Fernsehfilm)
- 1964: Eine Frau ohne Bedeutung (Fernsehfilm)
- 1971: Wenn der Vater mit dem Sohne (Fernsehserie, Folge 11 Die Erbtante)
- 1973: Hallo – Hotel Sacher … Portier! (Fernsehserie, Folge 1x07 Damen und Sachertorten)
- 1989: G’schichten aus Österreich – Die Leute vom Schloß (Fernsehreihe)